# Luce Stiers
 (mars 2016).
Pour les articles homonymes, voir Stiers.
Luce Stiers est une écrivaine française qui habite le Val de Sambre, elle écrit des romans sur les personnages historiques de l'Avesnois.

## Biographie
Elle est née en Belgique, d'un père français et d'une mère belge. Luce Stiers a passé plusieurs années de son enfance et de son adolescence à Rousies, dans le Nord. Passionnée par le théâtre, elle a obtenu un prix de diction au Conservatoire de Mons. Par la suite, elle a vécu à Paris où elle a rencontré des personnalités comme Jacques Prévert, Marguerite Duras, Jean Folain, Françoise Rosay, Franju, Jean Rouche. Elle a également pris des cours chez Raymond Jerome. Elle effectue aussi un stage de cinéma aux laboratoires GTC de Joinville-le-Pont.  Pendant un an elle est engagée par l'UNESCO en tant que documentaliste pour les services de la cinémathèque que l'on créait alors. Durant une période, Luce Stiers tente, en vain, de s'intégrer au secrétariat de P. Schaeffer, spécialiste de la musique concrète.
Elle rencontre ensuite son futur mari lequel travaillait dans le coton et part avec lui en Afrique. Elle y restera sept ans puis, en 1971, reviendra en France, sur les bancs de l'université à Paris où elle reprend ses études de lettres. Elle deviendra professeur de lettres dans l'académie de Versailles.
À la mort de son père, elle revient près de sa mère, à Rousies et occupe un poste au lycée Lurçat. Là, elle transmet à ses élèves sa passion pour le théâtre et pour la poésie.
Retraitée en 2001, elle peut enfin se consacrer à l'écriture et à son goût pour l'histoire, participant ainsi à la découverte des racines et de la culture de la région Sambre/Avesnois.

## Publications
- L'Intendant de l'espace (poèmes), 2000.
- Le Petit Tambour de la République (roman historique), 2001.
- Les Ornithies (poèmes), 2002.
- Les Petits Échos de naguère (souvenirs et portraits), 2004.
- Et laisse-moi l'ivresse..., roman. Éd. L'Harmattan, 2005.
- Vers le Nouveau Monde, Éd. L'Harmattan.
- Carnavals, illustrations d'Alain Dewitte, 2013.
- Le Dernier Mot... Waterloo 1815 (roman historique) 2015.